# 休·特雷弗-羅珀
休·雷德沃爾德·特雷弗-羅珀，格蘭頓的戴克男爵（英語：Hugh Redwald Trevor-Roper, Baron Dacre of Glanton，1914年1月15日—2003年1月26日），英国历史学家、辩论家和散文家，牛津大学雷吉斯现代历史教授，主攻英国近代史和纳粹德国史。他的作品涉及一系列历史话题，如16世纪和17世纪的英国以及纳粹德国。知名作品有《希特勒的末日》（The Last Days of Hitler，1947年）。
约翰·肯尼恩（John Kenyon）认为，“ 特雷弗-罗珀的文章对我们思考过去的方式比其他作家书籍的影响更大。”
1979年成為終身貴族「格蘭頓的戴克男爵」，進入英國上議院。
1983年，他因誤認偽造的「希特勒日記」為真跡而顏面大失。